# Макс Рихнер
Макс Рихнер (на немски: Max Rychner) е швейцарски журналист, писател, преводач и литературен критик.
Автор е на книги с разкази, есета, стихотворения и автобиографична проза. Превежда творби на Пол Валери, коментира и публикува произведения на Роберт Валзер. Издава мемоарите на Валтер Бенямин, кореспондира си с Хуго фон Хофманстал, Томас Ман, Готфрид Бен, Ернст Роберт Курциус и др. Хана Арент го нарича „една от най-образованите и изтънчени личности в интелектуалния живот на епохата“.

## Биография
Макс Рихнер произлиза от еврейско семейство. Син е на селски лекар. Следва в Берн и Цюрих. Завършва през 1921 г. и от 1922 до 1931 г. ръководи цюрихското списание „Висен унд Лебен“. До 1937 г. работи като редактор на „Кьолнише цайтунг“ и кореспондент на „Нойе Цюрхер Цайтунг“ в Кьолн.
След двугодишна дейност като завеждащ литературната страница на бернския ежедневник „Дер Бунд“ Рихнер оглавява културната редакция на в. „Ди Тат“ в Цюрих. Под негово ръководство литературната притурка на вестника добива след 1945 г. международен формат. Рихнер е смятан за откривател на Паул Целан, понеже през 1947 г. публикува ранни творби на тогава все още неизвестния поет и така за първи път го представя на по-широка немскоезична читателска публика.
Рихнер си създава име на един от най-значимите и влиятелни литературни критици в немското литературно пространство. През 1955 г. получава почетната награда на Културния съюз на немската икономическа общност. Неговият ориентиран към херменевтични образци „метод на възхищението“ издига формално-естетическите критерии над въпросите за съдържанието и смисъла на творбата.